# Аррехи
Аррехи (др.-греч. Ἀρρηχοί) — одно из меотских племен, живших в первом тысячелетии до н. э. на восточном и юго-восточном побережье Азовского моря. Аррехи упоминаются Страбоном и другими античными авторами.
В частности, Страбон писал -

К числу меотов принадлежат сами синды, дандарии, тореаты, агры и аррехи, а также тарпеты, обидиакены, ситтакены, досхи и некоторые другие.

Более поздняя судьба племени аррехи пока не известна. Большинство памятников меотских курганов пока не исследованы. Вероятно, аррехи растворились в общей меотской среде.